# 日本の機械式暗号
日本の機械式暗号（にほんのきかいしきあんごう）は、戦前・戦中の日本で開発・運用されていた機械式暗号について解説する。

## 暗号機の名称

### 日本での名称
日本の陸軍と海軍は暗号機を独自に設計開発運用し、次のとおりに制式名をつけた。陸海軍で偶然に制式年が重なると同じ名称の暗号機が現れる（とくに“九七式 - ”と呼ばれる暗号機は5型式ある）。
出力がタイプライター形式の暗号機制式年（皇紀）下2桁+“式印字機”
出力がランプボード形式の暗号機制式年下2桁+“式換字機”
手動式のストリップ暗号装置制式年下2桁+“式換字盤”
外務省は海軍から技術供与を受けてはいたが、「暗号機○型」の名称を独自に採用していた。
日本の外務省および陸海軍が戦前・戦中にかけて使用した暗号機を示す。〔 〕内に、米陸軍によるコードネームを示す。

#### 外務省
- 暗号機A型（通称:九一式欧文印字機）〔レッド暗号〕
- 暗号機B型（通称:九七式欧文印字機）〔パープル暗号〕

#### 海軍
- 九一式印字機（武官用）〔オレンジ暗号〕
- 三式換字機〔グリーン暗号〕
- 九七式印字機一・二型（艦載用）〔ジェイド暗号〕
- 九七式印字機三型（武官用）〔コーラル暗号〕
- 三式細棒式換字盤（三式SB盤とも呼ぶ）、ストリップ式暗号である。
- 制式年不明の印字機
  - 小型ピアノサイズで重量約100kgの電動式（手動も可）。仮名文字、英字および数字に対応。原文を打鍵すると暗号化された数字が印字される。少なくとも40台は製作され、昭和18年（1943年）に海軍通信学校高等科で実習用として使われた。この印字機は機械式カウンターの原理を応用したもので、大阪の十三にあったタイガー計算器が試作したと推定される。

#### 陸軍
- 九二式印字機
- 九七式印字機（海軍・外務省の九七式シリーズとは全く異なる設計。米コードネームは不明）
- 一式一号印字機
  - 九七式の改良型で仮名および数字を打鍵して二数字に暗号化する。乱数作成用に全軍に配布し1945年8月1日に使用を開始。フィリピンのバギオで捕獲され、米陸軍に"Green machine"と呼ばれる。
- 自動印刷無線電信機
  - 電気試験所の石川技師が開発したオンライン型テレタイプ暗号機。ロータリーラインスイッチによりマークとスペース符号電流を不規則に変化させる。昭和19年に完成したが、資材不足により実用化されなかった。

#### 日本・ドイツ海軍
- チルピッツ: 日独海軍共同通信用に使用していたエニグマ暗号機。ドイツに派遣された伊号潜水艦が使用した。独側名は"TIRPITZ"。米海軍には"Opal machine", "JN-18", "T-Enigma"と呼ばれた。プラグボードの無い4ロータータイプである。

### アメリカ合衆国陸軍での名称
米陸軍は日本の機械式暗号に対して虹の色に由来するコードネームを付けていたが、後には宝石に由来するコードネームを採用した。また米海軍が陸軍コードネームを利用する事もある。
1. レッド暗号,Red: 外務省用の暗号機A型（通称:九一式欧文印字機）
2. オレンジ暗号,Orange: 海軍武官用の九一式印字機
3. グリーン暗号,Green: 三式換字機（注意、捕獲した陸軍の一式一号印字機にもGreen machineと命名している）
4. パープル暗号,Purple: 外務省用の暗号機B型（通称:九七式欧文印字機）
5. コーラル暗号,Coral: 海軍武官用の九七式印字機三型
6. ジェイド暗号,Jade: 海軍艦艇用の九七式印字機一・二型
7. サファイア暗号,Sapphire: 米海軍では"Japanese Model 3 cipher machine","JN-73"と呼ばれるもので、三式換字機と同一の可能性がある。
8. オパール暗号, Opal: 日独海軍共同作戦用のエニグマ暗号機

米側コードネームが確認されていない暗号もいくつかある。またコーラル、ジェイド、サファイアおよびオパール暗号についてメイズ暗号（Maze、迷路）の総称コードネームが付けられていた。

### アメリカ合衆国海軍での名称
米海軍も独自にコードネームをつけて攻略を試みた。
- IKA-machine: 文の区切りに"IKA"が挿入されたのでこの名がついた。
- M-1: 1933年から約4年使用された仮名用暗号機で、終戦前に朝鮮の羅津で捕獲されていた。これは海軍技術研究所が製作した「九一式印字機一型」で、九七式印字機一型の前世代暗号機に相当する。
- M-2: M-1と並行して海軍武官が使用した欧文用暗号機。
- M-3 (A-machine): 外務省が使用。陸軍のレッド暗号に相当する。
- M-4: 詳細不明
- M-5 (B-Machine): 陸軍のパープル暗号に相当。
- M-8: オパール暗号の模造機
- M-9: オパール暗号の模造機のハンディタイプ。

## 暗号の分類
各暗号機を換字原理で分類した表を示す。
|          | ディスク （スライド式）                            | ローター （鼓胴式）                      | ロータリーラインスイッチ （多換字表式）            | ストリップ |
| -------- | -------------------------------------------------- | ---------------------------------------- | -------------------------------------------------- | ---------- |
| 外務省   | 暗号機A型                                          |                                          | 暗号機B型                                          |            |
| 海軍     | 九一式印字機一型 九一式印字機二型 九一式印字機三型 | 三式換字機                               | 九七式印字機一型 九七式印字機二型 九七式印字機三型 | 三式SB盤   |
| 陸軍     |                                                    | 九二式印字機 九七式印字機 一式一号印字機 | 自動印刷無線電信機                                 |            |
| 日独海軍 |                                                    | チルピッツ                               |                                                    |            |

## 解読を試みた国
- アメリカ
  - レッド暗号に続いてパープル暗号、コーラル暗号、ジェイド暗号も理論解読に成功。オレンジ暗号も解読する。
- イギリス
  - レッド暗号は理論解読できたが、パープル暗号はアメリカの技術供与に頼る。
- ドイツ
  - レッド暗号は理論解読できたが、パープル暗号は失敗。
- ソ連
  - レッド暗号はモスクワ大使館の暗号係をリクルートすることで解読。パープル暗号は不明。

## 海軍・外務省暗号機

### 外務省の機械式暗号の歴史
外務省における機械式暗号の歴史は、同じ内容の電文を新旧の暗号で電信するというミスを繰り返した歴史である。旧暗号の解読によって原文が判明したので、新暗号に対して暗号文と原文との対照をする解読が可能になった。
- 1921年
  - 海軍艦艇の軍縮に関するワシントン軍縮会議が開かれる。米国務省情報部、MI-8（俗称:ブラックチェンバー）が日本の外交電報（Jp暗号）を解読。これは簡単なコードブックであった。
- 1928年
  - ロンドン軍縮会議に備え、海軍では機械暗号化計画を立てる。暗号機の試作と製造は元海軍大尉である平尾誠一が経営する工場で行われた。
- 1930年
  - ロンドン軍縮会議では陸海軍および外務省がクリハ式と同じ原理の試作暗号機を使用。ただし製作できた暗号機械はわずかに9台（全権2台、海軍側随員2台、全権同予備1台、外務省海軍局各2台）で米仏伊大使館には供用できなかった。したがって、外務大臣と全権間の電報の大部が在米大使宛てに旧式暗号で転電された。
- 1931年
  - 皇紀2591年に海軍は九一式印字機として制式化、外務省は暗号機A型と命名。米陸軍はレッド暗号と呼ぶ。7月22日、ブラックチェンバーの解読活動が東京日日新聞に掲載される。
- 1932年
  - 九一式印字機の開発者である柿本中佐と田辺技師への叙勲用上奏文が作成される。プラグボードである「文字順序破壊装置」とクリハ暗号機を模倣した「文字跳躍装置」について「外国品にも其の類例を見ず全く同官の独創的考案なり」と評価した（海電機密第四二号 聯盟軍縮会議用暗号機械ニ関スル件）
- 1934年
  - 英国がレッド暗号の解読に成功。
- 1935年
  - 海軍技術研究所が次世代暗号機の設計を開始。設計主任は田辺一雄。開発生産は海軍技術研究所電気研究部六課内で行った。関係者は特別バッジを胸につけ、作業場には特別警備の守衛を配置、出入り口や窓には警報装置を設けた。米陸軍がレッド暗号の解読に着手。英国は"J machine"と呼ばれるレッドの模造機を作成する。
- 1936年
  - 米陸軍がレッド暗号の模造機を完成。
- 1937年
  - 皇紀2597年に米軍がパープルと呼ぶ暗号機（パープル暗号）が完成。海軍は九七式印字機、外務省は暗号機B型（通称 九七式欧文印字機）と命名。
独外務省の解読機関であるPers Zはレッド暗号文を集めて解読に着手する。
- 1938年
  - Pers Zはレッドがクリハ式と似ている事に気付く。模造機は8月に完成し9月には開始位置符号も解明。
- 1939年
  - 2月、パープルは重要な海外公館であるワシントン、ベルリン、ロンドン、パリ、モスクワ、ワルシャワ、ローマ、ジュネーヴ、ブリュッセル、アンカラ、上海、北京で運用を開始。一部の在外公館ではレッドが引き続き使用されていた。
米陸軍がパープルの登場に気付き、解読に着手。
米情報部がニューヨーク総領事館から句読点コードを盗み出す事に成功。
- 1940年
  - 9月、パープル暗号の解読作業が転換期を迎える。
- 1941年
  - 年明けに米陸軍はパープルの模造機を完成。41年だけで227通のうち223通の解読に成功。
  - 4月、大島浩駐独大使はドイツから「駐米大使宛の外交暗号が米国務省に解読されている」と警告を受ける。
  - 8月、在外公館でのレッド暗号の運用が終了。
  - 12月、真珠湾攻撃、対米覚書文書の手交が遅れた。
  - 12月末、外遊中の英領ビルマ自治政府のウー・ソオ首相が、在リスボン日本公使館へ独立支援を要請する。公使館より外務省への暗号電が米軍に解読され、ウー・ソオは翌年1月に英国官憲に逮捕された。
- 1943年

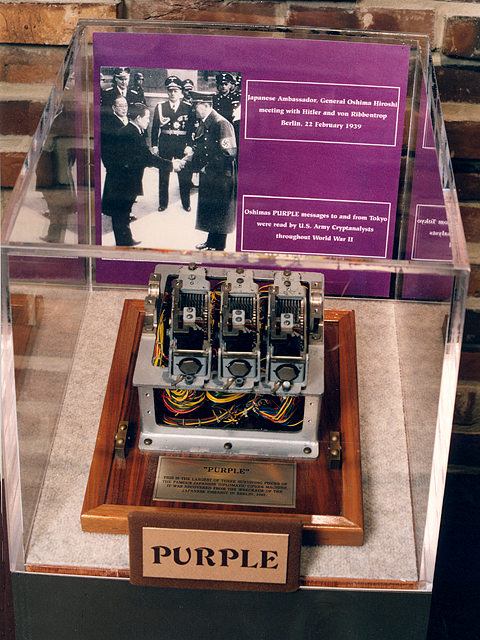
米国立暗号博物館に展示されている捕獲部品

  - 米国立暗号博物館に展示されている捕獲部品11月、ベルリン→東京: フランス戦線の視察報告が解読される（ノルマンディー上陸作戦に貢献。）
- 1944年
  - 8月、ベルリン→東京: 大島大使とアルベルト・シュペーアの軍需生産に関する会談報告が解読される。
  - 秋頃、陸軍参謀本部・暗号班の釜賀一夫少佐が九七式欧文印字機について学理検討を行った結果、極めて危険と判断する。
- 1945年
  - 1月、ハノイ→東京: ウラン鉱石採掘についての報告が解読される。
  - 5月、ベルリン陥落の際に米軍は日本大使館からパープル暗号機のスイッチ部分を捕獲。これが現存する唯一のオリジナルとなった。
  - 7月、モスクワ→東京: 佐藤大使によるソ連仲介の和平工作についての報告が解読される。
  - 8月、日本敗戦。

### 研究と特許
- 海軍用および外務省から受託された暗号機の開発、製造、改造は海軍技術研究所の電気研究部が一括担当し、修理は海軍工廠が担当した。
- 海軍技術研究所で発行された田辺、鈴木技師らの報告論文は、その所在が不明である。

欧文タイプライター式暗号機欧文タイプライターを利用した第一回試作品で、動力には蓄音機に用いるゼンマイを利用した。研究報告には「欧文タイプライター式暗号機試製研究報告」、田辺、昭和4年6月がある。
試製電気式暗号機昭和5年に完成。欧文タイプライター式暗号器の改良型。動力をゼンマイから電磁石に変更した。
暗号構成器昭和5年に完成。邦文タイプライターにおいて一字毎に活字を拾う位置を変更する機構。秘密特許「活字選択式暗号装置」、特許番号962060号を昭和7年に取得した。
羅馬字式暗号器（欧文タイプライター式）試製電気式暗号機の改良型で、昭和7年の国際連盟主催のジュネーブ軍縮会議用に計24台を製造。外務省および陸海軍が使用した。研究報告には「羅馬字暗号機研究報告」、田辺、昭和7年3月がある。
九一式印字機（欧文タイプライター式暗号機の改名）海軍に制式採用された暗号機で昭和7年に製造開始。陸上部隊用の一型は邦文タイプ。二型も邦文だが、装置を3分割して動揺対策を施すことで小型艦船用とした。三型は海外で使用する欧文タイプで海外電報料金の低減を計るために二重式（母音と子音を分離して換字する機構）とした（レッド暗号の安全性の項目を参照）。研究報告には「九一式印字機I型実験報告」、田辺・鈴木、昭和7年7月がある。

### 製造と修理
- 昭和8年度（1933年度）
  - （製造）技術研究所は補助艦艇および艦船改装用に印字機を147組製造。
  - （修理）呉工廠は「長良」の九一式印字機の上段マグネットを3件、「由良」の九一式印字機二型を4件。
  - （受託）技術研究所は外務省から「欧文暗号機」を製造受託。
- 昭和9年度
  - （製造）技術研究所は補助艦艇用に九一式印字機二型を4組、九一式印字機小型艦艇用を8組、一般用に九一式印字機三型改一を4組、補助艦艇改装用に九一式印字機二型改一を3組製造。
  - （修理）呉工廠電気部は「那珂」の九一式印字機、「由良」の九一式印字機一型を各修理。
  - （受託）技術研究所は外務省から暗号機部分品を12組、暗号機を15組、九一式印字機二型A号を6組受託製造。
- 昭和10年度
  - （製造）技術研究所は一般用に九一式印字機改二型を4組、九一式印字機二型改一を0.8組製造。
  - （修理）横須賀工廠は「赤城」の九一式印字機を修理。
  - （修理）呉工廠は呉電信所の九一式印字機一型、「多摩」の九一式印字機二型を修理。
  - （装備）呉工廠は「磐手」と「八雲」に九一式印字機二型を装備。
  - （受託）技術研究所は外務省から暗号機改造と変更装置製造を受託。
- 昭和11年度
  - （修理）横須賀工廠は「長門」、「山城」および「鳥海」の九一式印字機二型、「青葉」の九一式印字機を修理。
  - （受託）技術研究所は外務省から暗号機改造、整流器、変更器および暗号機改造を受託。
- 昭和12年度
  - （試製）技術研究所は試験用に九七式印字機を1組、九七式印字機二型を1組、九七式印字機三型を2組試製。
  - （修理）横須賀工廠は「鳥海」、「沖島」の九一式印字機を修理。
  - （修理）佐世保工廠は「由良」の九一式印字機を修理。
  - （受託）技術研究所は外務省から暗号機（変更器）を受託。

### 昭和天皇の行幸
昭和6年10月21日に昭和天皇が海軍技術研究所を行幸し、暗号機も天覧視察した。その際の模様が「昭和六年、行幸関係、電気研究部」に記されている。
- 「これは暗号翻訳機であります。秘密を要する重要な通信を致します時にはその符号は暗号を用いなければなりませぬ。然るに従来の方法は一々暗号書によって文句を作り、受けたものは又暗号書によって翻訳しなければならないのでありまして、これには非常に時間と労力を要します。この如き方法は数多くこれらを受信しまして対照して組み合わせますと段々とその暗号は敵に覚られるのであります。この暗号機は昨年のロンドン軍縮会議の少し前に当所にて考案致しまして、非常に有効に使用されたものであります。これによりますと単に普通文を右のタイプライターに依って打ちますと電気的装置によりまして極めて複雑なる組み合わせによって暗号となり左のタイプライターに印字として現れます。又受けたるものは受けた通りの暗号文を右のタイプライターに打ちますと左のタイプライターに翻訳されて元の文句が表れるのでありまして、暗号を解読さるる心配なく且つ極めて迅速に秘密文を電送する事が出来ます」と説明された。
- 展覧された暗号機は「最近改良したもの」と「最初製作したもの」の2組で、「ダイニホンテイコク」を暗号化し翻訳した。
- 具体的な暗号機の種類は不明であるが、九一式印字機一型もしくは二型であると思われる。

## 陸軍暗号機

### 研究と特許
昭和20年当時、第五陸軍技術研究所では「暗号機及暗号解読機ノ研究」として民間研究者を研究嘱託とした（括弧内は嘱託任命年）
- 東京工大: 渡辺孫一郎（昭和18年）
- 東北帝大: 泉信一（昭和18年）、岡田幸雄（昭和18年）
- 名古屋帝大: 黒田成勝（昭和18年）、中山正（昭和19年）、伊藤清（昭和19年）
- 東京芝浦電気株式会社通信機製造課: 小宮勇蔵（昭和18年）
- 三菱重工株式会社: 木暮清雄（昭和13年）
- 日本タイプライター株式会社: 針生清武（昭和15年）

### 海軍・外務省暗号機
- 別冊数理科学 暗号、サイエンス社、1982年、「米国における日本機械暗号解読 その経緯と理論的考察」、加藤 正隆
- Machine Cryptography and Modern Cryptanalysis, Cipher A, Deavours, Louis Kruh, ARTECH HOUSE、1985
- The Story of Magic - memoirs of an american cryptologic pioneer, Frank B. Rowlett, Aegean Park Press, 1998
- BIG MACHINES, Stephen J. Kelley, Aegean Park Press, 2001
- CRYPTOLOGIA Vol. XXVII January 2003, "PURPLE revealed: Simulation and computer-aided Cryptanalysis of ANGOOKI TAIPU B", Wes Freeman et al
- ながた暗号塾入門、長田順行、朝日新聞社、1988年
- 海軍史研究 第2号（平成4年3月）、「海軍暗号機と暗号関連事項について」、山本正治 【昭和】
- 海軍省電信課、「倫敦海軍会議一件 暗号ニ関スル海軍省意見」、伊藤利三郎、昭和5年 【アジア】
- 海軍作戦通信史、警備隊術科学校、昭和28年 【昭和】
- 新高山登レ一二〇八、宮内寒彌、六興出版、昭和50年 【国会】
- 北千島海軍部隊史、「暗号印字機と細棒式換字盤」、石上覚治、1985年 【昭和】
- 日米開戦時における日本外交暗号の検証、原勝洋、ゆまに書房、2005年
- 日本無線史第10巻「海軍無線史」、電波監理委員会、1951年 【昭和】
- 兵どもの夢の跡（日本海軍エレクトロニクス開発の歴史）、田丸直吉、1978年 【昭和】
- 竜宮紀行、田丸直吉、1977年 【昭和】
- 電気研究部沿革概要、海軍技術研究所電気研究部、昭和8年 【昭和】
- 行幸関係、海軍技術研究所電気研究部、昭和6年 【昭和】
- 極秘版 海軍省年報、海軍省、昭和8-11年度 【昭和】
- 海軍制度沿革 巻15、海軍省 【昭和】
- Computer Security and Cryptography, Alan G. Konheim, Wiley-Interscience, 2007

### 陸軍暗号機
- 通信戦の回顧と通信戦施策に関する一考察、仲野好雄、昭和30年 【偕行】
- 日本無線史第9巻、「陸軍無線史」、電波監理委員会、1951年 【国会】
- 昭和14年 陸機密大日記 第2冊: 軍事機密受第四四〇号 陸軍省兵器局機械課 九七式印字機取扱法配賦ノ件 【アジア】
- 昭和15年 陸機密大日記 第3冊: 軍事機密受第五一七号 陸軍技術本部 通信器材九七式印字機假制式制定ノ件 【アジア】
- 昭和15年 密大日記 第15冊: 軍事機密受第八一六号 機械課 九二式印字機処理ニ関スル件 【アジア】

### 日独海軍共用暗号機
- TIRPITZ and the Japanese-German Naval War Communication Agreement, Weierud, Frode, NCVA Cryptolog, Corvallis, Oregon; Summer, 1999, Vol. 20, No.3

## その他の暗号
太平洋戦争中に米英軍は日本陸海軍等の暗号についてもコードネームを付けて解読を試みていた。これらは機械式暗号とは限らないが、ここに挙げておく。

### 日本陸軍
陸軍は各暗号書の識別符（4桁数字）を1944年8月までは秘匿せずに電文冒頭に付けていた。連合軍はその識別符をそのままコードネームに利用していた。

#### 陸軍暗号書
- 陸軍暗号書は1943年6月に四号、1945年に五号に切り替えられた。
- 全暗号区で共通の7890を使用し、さらに各暗号区では異なる特別計算表を使用して識別符を使い分けた。
- 1943年9月に7890と6666が同じ内容の電文を各特別計算表で組み立てたのを米国が発見、陸軍暗号書四号の復元作業が始まったが、年内までには翻訳できるレベルに達しなかった。
- 1944年1月に東部ニューギニアのシオで陸軍暗号書四号や乱数表がオーストラリア軍に捕獲される事故が発生。これは第20師団が暗号書を処分する際、焼却する代わりに箱ごと沼地に沈めていた為である。しかも日本側では暗号書は焼却されたと誤って報告されていた。
- この捕獲暗号書により7890および2345、5555、6666、7777は1943年11月 - 44年3月の間は容易に翻訳できるようになった。

2345Army Ordnance System Code No.4
5555Army North Pacific System Code (Southern Army in Malaya Code Area)
6666Army Old Philippines System Code (8th Area Army, H.Q. at Rabaul in New Britain Code Area)
7777Army South-west Pacific System Code (2nd Area Army in New Guinea Code Area)
7890Army General Administrative Code (General Area)

#### 通信暗号書
4321Communications General Purpose Code (18th Army in New Guinea Code Area)、通信暗号書二号
6543Communications General Purpose Code (Southern Army in Malaya Code Area)、通信暗号書二号
7654Communications General Purpose Code (8th Area Army in New Britain Code Area)、通信暗号書二号

#### 船舶暗号書
4桁の暗号書を二次暗号化したもので、米軍が理論解読できた初めての主用暗号である。
2468Army Water Transport Code、船舶暗号書二号、

#### 航空暗号書
3366Army Air Force General Purpose Code、航空暗号書三号、上級航空部隊用
6633ビルマ戦域で使用された3366、航空暗号書三号。4桁数字の二冊制コードブックで各飛行戦隊の位置、人事、稼動状況が判明。

#### 航空保安暗号書
3636航空保安暗号書一号

#### 憲兵暗号書
9012Military Police General Purpose Code、憲兵暗号書一号

#### 4桁識別符で詳細不明の暗号書
1234Research hindered by lack of traffic
1357Pad system unsolvable
4680Army Water Transport Code?
5678ATRW system?
8765Communications General Purpose Code?

#### 空地連絡換字表
Air-to-ground空地連絡換字表一号
BULBULAir-to-ground、空地連絡換字表二号、ビルマ戦域で航空路部が使用。補充機の空輸予定が判明。

#### 武官用暗号書
JMA陸軍武官用

#### その他
ABC下級航空部隊用。気象、敵機情報、到着予定時刻の通報に使用。3桁数字codeで乱数で二次暗号化。ABCとはA+B=Cに由来し、乱数開始位置が"52"の場合、5+2=7のチェックサムで"527"と送信した。
KAKAKA野戦用コードで鍵数字で二次暗号化。ニューギニア地域の大隊レベルで使用。1943年頃解読。3桁数字で例えば"232”が"カ"で"426"が"ヨリ"を示す。KAHKAHKAH systemとも呼ばれる

### 日本海軍

#### JN (Japanese Navy) 系列
JNナンバーは通信系統を間違って命名され、後にキャンセルないし分割、統合、再ナンバリングされる事がある
JN-1YO-4 Type, 4-kana-YO separetor, 1940年
JN-2China Fleet Maneuvering Ciphers, 4-kana-period separetor, 1940年
JN-3China Fleet Intelligence Ciphers, 4-kana-nigori separator, 1939年
JN-4Oparation Code, 4-kana-nigori separator, 1942年
JN-5Auxiliary Ship Cipher, 9-character-YO separator, 1940年 - 1941年
JN-6South China Army/Navy Liaison Cipher, 9-character-period separator, 1940年
JN-7Maneuvering Code for Umpire Use, 3-kana-TO separator, 1940年
JN-8TO-4 Type, 4-kana-TO separator, 1940年
JN-9Plain Enginnering Reports, numeral-parenthesis-period, 1942年
JN-10誤ってSignals in the form 4 TUNA from a vocabularyとされたが、後にキャンセルされた。
JN-11Auxiliary Fleet System, Naval General Purpose System, 4-numeral system
JN-12Call List Pencil Entries
JN-13Transposed Plain Language, 9-kana-period separetor, 1941年
JN-14Operational Codes, 9-kana-TI separetor
JN-15Ship Movement Code, 9-kana-nigori separator
JN-16Submarine Operation System, 9-kana-period separator
JN-17Submarine Code, 4-kana-nigori separator, 1941年
JN-18Japanese-German Naval Machine Cipher
JN-19Intra-Area Naval System, 4-numeral system
JN-20Minor General Purpose System
JN-21Small Vessel Contact Codes, 3-kana-nigori separator system, 1940年6月6日 - ?
JN-22Merchant/Navy Liaison System, 4-numeral system, 1941年
JN-23Personal System, 9-kana-period separator
JN-24Auxiliary Ship Cipher No.3, 1939年
JN-25AN (Admin. Numeral) Code & Cipher, Fleet Genaral Purpuse System, 5-numeral system
- 25A, AN Code, 1939年6月1日 - 1940年11月30日
- 25A-1, AN Cipher No.1, 1939年6月1日 - 1939年8月31日
- 25A-2, AN Cipher No.2, 1939年9月1日 - 1939年11月30日
- 25A-5, AN Cipher No.5, 1940年10月1日 - 1941年1月31日
- 25B, AN-1 Code, 1940年12月1日 - 1942年5月27日
- 25B-5, AN Cipher No.5, 1940年10月1日 - 1941年1月31日
- 25B-6, AN-1 Cipher No.1, 1941年2月1日 - 1941年7月31日
- 25B-7, AN-1 Cipher No.2 ,1941年8月1日 - 1941年12月4日

JN-26Auxiliary Ship Cipher, 9-kana-NA separator
JN-27Weather summaries for ships, 1941年
JN-28Rabaul Area Aircraft Weather system, 4-kana-nigori separator
JN-29R.I. Data Reporting System, 5-numeral system
JN-30Sucide Attak Force Cipher, 4-kana-U separator
JN-31キャンセル
JN-32キャンセル
JN-33WE___WE Emergency Cipher
JN-34All Kana Messages Not Otherwise Classified
JN-35Plain Language, unencrypted traffic
JN-36Shore Weather Reporting System
JN-37Weather Summaries, 1941年 実際はJN-27と同じであった。
JN-38Direction Finder System
JN-39Merchant / Navy 4-numeral (NL) Code & Cipher
- 39, Merchant / Navy 4-numeral (NL) Code, 1941年8月11日 - 1942年8月31日
- 39-1, NL Cipher (1100)(1111), 1941年8月11日 - 1942年8月31日

JN-40Marchant / Navy Liaison Cipher, 4-numeral system
JN-41Postition Reporting System, 4-kana system
JN-42Postition Reporting System, 3-numeral system
JN-43Communication Zone Reports, 1935年
JN-44South Sea Area Defence Joint Use System, 3-numeral system
JN-45KI-9 Type, 9-kana KI separetor, 1941年
JN-46Broadcast Serial Numbers
JN-47Plain Weather Reports, numeral weather system
JN-48East Indies Joint Defence System, 3-numeral system
JN-49Submarine Operation System, 9-character
JN-50Merchant / Navy Liaison System, NL (4-numeral Liaison Code) & Cipher
- 50, NL (4-numeral Liaison Code), 1939年5月1日 - 1941年8月10日
- 50A-1, Additive Cipher, 1939年5月1日 - 1940年4月30日
- 50A-1(1), Additive Cipher, 1939年5月1日 - 1940年9月30日
- 50A-1(2), Special usage of Additive cipher, 1940年5月1日 - 1940年6月30日
- 50A-1(3), Additive Cipher, 1940年10月1日 - 1941年8月10日
- 50A-1(4), Special usage of Additive cipher, 1941年6月23日 - 1941年8月10日
- 50A-2, Additive Cipher, 1939年5月1日 - 1940年5月31日
- 50A-2(1), Roman letter subst. of Additive cipher, 1939年5月1日 - 1940年5月31日
- 50A-2(2), Roman letter subst. of Additive cipher, 1940年6月1日 - 1940年8月31日
- 50A-3, Special rules for trans. & subst. of code groups, 1940年7月1日 - 1940年9月30日
- 50A-4, Special rules for trans. & subst. of code groups, 1940年10月1日 - 1940年12月31日
- 50A-5, Special rules for trans. & subst. of code groups, 1941年1月1日 - 1941年3月31日
- 50A-6, Special rules for trans. & subst. of code groups, 1941年4月1日 - 1941年6月22日

JN-51キャンセル
JN-52Submarine Warning Cipher
JN-53Medical Reports, Kana-numeral
JN-54Auxiliary Ship cipher
- 54A, Auxiliary Ship cipher No.4, 1941年
- 54B, Auxiliary Ship cipher No.5, 1941年10月16日 - ?

JN-55All Mixed Traffic (Including Roman Letter) Not Otherwise Classified
JN-56Drill and Deception Messages
JN-57Wasile Air Base Special Weather Cipher
JN-58Japnaese Army Systems
JN-59キャンセル
JN-60Japanese Naval Attache Systems
JN-61キャンセル JN-160Zとした
JN-62キャンセル JN-39と同じであった
JN-63キャンセル
JN-64Aircraft Cipher, Kana-numeral aircraft system, 1941年
JN-65Message Services
JN-66Circuit Messages
JN-67Korean RNO System, 9-kana-period separator system
JN-68Direction Finding Reports
JN-69Reports on Russian Shipping, 4-numeral system
JN-70All Numeral Traffic Not Otherwise Classified
JN-71キャンセル
JN-72キャンセル JN-50と同じであった
JN-73General Purpose Cipher Device System, 9-kana system, サファイア暗号機?
JN-74Joint Army/Navy System, 4-numeral system, 1939年
JN-75Orange Navy "B" (Admin.) Code & Cipher が1942年にJN-70に移動後 Administrative System、9-kanaとする
- 75, Orange Navy "B" (Admin.) Code, "Red Book", 1925年頃 - 1930年12月1日
- 75-M1, Maneuver Cipher of B Code, 1930年

JN-76Orange Navy "A" (Admin.) Code & Cipher 後にAdministrative Codeとなる
- 76, Orange Navy "A" (Admin.) Code, "Blue Book", 1930年12月1日 - 1938年10月31日
- 76-C1, A-C cipher, 1930年 - 1931年
- 76-S1, A-S Cipher, 1930年 - 1932年
- 76-C2, A-C cipher, 1932年 - 1933年
- 76-S2, A-S Cipher, 1932年 - 1933年
- 76-M1, A-M Cipher, 1932年 - 1935年
- 76-C3, A-C Cipher, 1933年 - 1934年
- 76-S3, A-S Cipher, 1933年 - 1934年
- 76-C4, A-C Cipher, 1934年 - 1935年
- 76-S4, A-S Cipher, 1934年 - 1935年
- 76-C5, A-C Cipher, 1935年 - 1936年
- 76-S5, A-S Cipher, 1935年 - 1936年
- 76-X1, A-WI Cipher, 1935年 - 1936年
- 76-C6, A-C Cipher, 1936年 - 1937年
- 76-S6, A-S Cipher, 1936年 - 1937年
- 76-C7, A-C Cipher, 1937年 - 1938年
- 76-S7, A-S Cipher, 1937年 - 1938年
- 76-C8, A-C Cipher, 1938年
- 76-S8, A-S Cipher, 1938年
- 76-S9, A-S Cipher, 1938年

JN-77Tasogare Code, S-M (Ship Movement Code)
- 77A, Tasogare Code, 1930年 - 1932年
- 77B, S-M (Ship Movement "NI" Code), 1932年7月 - 1939年5月31日
- 77B-1, S-M 6 Cipher, 1932年 - 1938年
- 77C, S-M Code, 1938年2月 - 1939年5月31日
- 77C-1, S-M 6 Cipher, 1938年 - 1939年
- 77C-2, S-M 6 Cipher, 1939年

JN-78Navy Yard Transposition Cipher, 9-character-N separator system
JN-79HE Code & Cipher 後にMateriel (HE) Code
- 79, HE Code, 1935年 - 1939年
- 79C-1, HE-C Cipher, 1935年 - 1936年
- 79S-1, HE-S Cipher, 1935年 - 1936年
- 79C-2, HE-C Cipher, 1936年 - 1937年
- 79S-2, HE-S Cipher, 1936年 - 1937年
- 79C-3, HE-C Cipher, 1937年 - 1938年
- 79S-3, HE-S Cipher, 1937年 - 1938年
- 79C-4, HE-C Cipher, 1938年
- 79S-4, HE-S Cipher, 1936年 - 1937年

JN-80Engineer's Cipher, 9-character system, 1935年
JN-81I (Intell.) Code & Cipher, 後にIntelligence (ONI) system, 9-kana
- 81, I Code, 1932年 - 1935年
- 81-C1, I-C Cipher, 1932年 - 1935年
- 81-S1, I-S Cipher, 1932年 - 1935年

JN-82I (Intell.) Code & Cipher, 後にIntelligence (I) system, 9-kana
- 82, I Code, 1935年5月15日 - 1938年1月15日
- 82-C1, I-C Cipher, 1935年
- 82-S1, I-S Cipher, 1935年
- 82-C2, I-C Cipher, 1935年 - 1936年
- 82-S2, I-S Cipher, 1935年 - 1936年
- 82-C3, I-C Cipher, 1936年
- 82-S3, I-S Cipher, 1936年
- 82-C4, I-C Cipher, 1936年 - 1937年
- 82-S4, I-S Cipher, 1936年 - 1937年
- 82-C5, I-C Cipher, 1937年 - 1938年
- 82-S5, I-S Cipher, 1937年 - 1938年

JN-83I Code & Cipher, Intelligence system, 9-kana
- 83, I Code, 1938年 - 1940年
- 83-C1, I-C Cipher, 1938年
- 83-S1, I-S Cipher, 1938年
- 83-S2, I-S Cipher, 1938年

JN-84Period-4 Landing Force Code, Service Code, Cast code
- 84A, Period-4 Landing Force Code, 1937年 - 1938年
- 84B, Service Code No.2, 1938年 - 1939年
- 84C, Service Code No.2, 1939年
- 84D, Cast Code No.4, 1939年

JN-85Auxiliary Ship Cipher, 9-character-RE separator, 1938年 - 1939年
JN-86Auxiliary Ship Cipher No.2, 9-character-NA separator, 1939年
JN-87General Porpose Strip System
JN-88永久欠番
JN-89Intelligence Cipher, 4-kana-nigori separator
JN-90Aircraft Cipher, 4-kana-40-sseparator
JN-91Operation (OP) Codes, 1930年 - 1936年
JN-92Tactical (TAC) Codes
- 92A, TAC code, 1934年
- 92B, TAC code, 1934年, 1936年

JN-93SIN System, 1933年 - 1936年 がUmpire System 1942年となる
JN-94Aircraft and Position Grid System, YO-3 System, 3-kana-YO separator
JN-95Signal System, SIG-3 System
- JN-95C: YA-3 System

JN-96Signal Vocabulary, S-V Code, cordwords of varying length -ith period
JN-97Exercise System, NO E System, Period-4 System
- 97A, NO E System, 1933年 - 1934年
- 97B, Period-4 System, 1935年
- 97C, Period-4 System, 1936年

JN-98Aircraft Cipher, 9-kana-YO separator
JN-99ABROADCAST System, 9-kana-MU or KE separator,
JN-100Base Defence Force Cipher, BasFor System, 4-character system involving transposition
JN-101Manchukuo Cipher, 9-character-MA separator
JN-102D/F and Tracking Cipher, 4-kana-HO separator
JN-103Abbreviated Radar Contact Reports, kana and numerals, 1944年
JN-104Operations Code, 4-kana-nigori separator
JN-105Air-Ground Liaison Code, additive cipher of a 3-numeral code
JN-106Munda Lookout Special System, 9-kana
JN-107Wake Island Special Cipher, mixed kana and numeral
JN-108Hakodate RNO System, 4-numeral
JN-109Airbase Code, 3-kana-YU separator, 1943年
JN-110Aircraft Code, 3-kana-period separator
JN-111IKA Machine Cipher
JN-112Hydrographic Cipher, 4-character-MU separator
JN-113Isuzu-Consul Cipher, 9-character
JN-114KO-3 Type
JN-115OP-N System, 4-kana
JN-116Nigori-3 Type
JN-117Weather Position Cipherとされ後にキャンセル
JN-118RE-9 Type
JN-119Saipan Cipher, 9-numeral system
JN-120RI-9 Type
JN-121O-9 Type, 9-character, 1943年
JN-122Aircraft Ciphers, 4-kana, 1943年
JN-123MI-9 Type, 9-character, 1943年
JN-124Gunboat Ciphers, 1938年 - 1941年
JN-125Army/Navy Liaison Cipher, 9-character, 1943年
JN-126KU-9 Type, 9-character, 1943年
JN-127N-9 Type, 9-character, 1943年
JN-128RU-9 Type, 9-character, 1943年
JN-129SU-9 Type, 9-character, 1943年
JN-130China Air Force System, 4-kana, 1943年
- 130, China Air Force System
- 130A, C.A.F. Code No.1

JN-131TA-9 Type, 9-character, 1943年
JN-132YA-4 Type, 4-character, 1943年
JN-1333 Sep-9 Type, 9-character, 1943年
JN-1347 Sep-4 Type, 4-character-7 separator, 1943年
JN-135Aircraft Cipher, 1943年
JN-136KE-9 Type, 1943年
JN-137RI-9 Type, 1943年
JN-138Auxiliary Materiel Cipher, 4-character-period separator, 1943年
JN-139Intelligence Cipher, 1943年
JN-140Air Station System, 1943年
JN-141M-1 Machine Cipher, 9-character-WA separator, 1942年
JN-142AD (Admin.) Code & Cipher
- 142A, AD Code, 1938年11月1日 - ?
- 142A-1, AD-1 Cipher, 1938年11月1日 - 1939年2月22日
- 142A-2, AD-2 Cipher, 1939年3月1日 - 1939年5月31日
- 142A-3, AD-3 Cipher, 1939年6月1日 - 1939年11月30日
- 142A-4, AD-4 Cipher, 1939年12月1日 - 1940年5月31日
- 142A-5, AD-5 Cipher ,1940年6月1日 - 1940年10月31日

JN-143Intelligence System
JN-144Material (MAT) System
- 144A-1, MAT-1, Secret Cipher of MAT Code, 1939年
- 144A-2, MAT-2, Secret Cipher of MAT Code, 1940年3月1日 - 1940年10月31日

JN-145Aircraft Cipher, 5-character-period separator, 1943年
JN-146Aircraft Weather Code, single-kana, 1943年
JN-147Minor Operations and Intelligence Codes
JN-148Plain Language D/F Report
JN-149Okinawa Defence Force System, 4-numeral, 1943年
JN-150Defence Force Cipher, 9-character-YU separator, 1942年
JN-151Submarine Operations Cipher, 9-kana-period separator, 1942年
JN-152Navigation Warning Cipher, solid lines of kana, numerals, dashes and periods, 1945年
JN-153Yangtze Special Cipher, 9-kana system, 1944年
JN-154Yangtze Hydrographic Reports, 7-numeral-period separator, 1943年
JN-155Airbase Communication Code, 3-kana-nigori separator, 1945年
JN-156Postion Reports, kana-and-numeral, 1942年
JN-157Navy Cipher Machine (JADE Machine), 1943年
JN-158Kurile Island Special Cipher, 1943年
JN-159Kurile Island Logistics, 9-kana-HO separator, 1943年
JN-160Contact Codes, 4-kana-nigori separator, 1942年
JN-161Five-letter Cipher, polyalphabetic subustitution cipher, 1942年
JN-163Abbreviated Contact Code, 1943年
JN-164Aircraft Code
JN-165Aircraft code, 3-kana-YO separator, 1942年
JN-166Contact Code, 2-kana and 4-kana code, 1943年
JN-167Marchant/Navy Liaison Cipher
JN-168Minor Code, 4-kana-nigori separator, 1943年
JN-169Kurile Island Logistics, 9-kana, 1942年
JN-170Patrol Boat Cipher, 1943年
JN-171German Traffic-Relayed by Japanese, 1943年
JN-172Southwest Area System, 1944年
JN-173Service Cipher, 1943年
JN-174Air Patrol Cipher, 4-character, 1943年
JN-175Advance Base Cipher. 1942年
JN-176Patrol Boat Weather System, 1943年
JN-177Communication Office Cipher, 9-kana, 1942年
JN-178Emergency Cipher, 4-kana-nigori separator, 1944年
JN-179Gunboat System, 9-kana, 1942年
JN-180Honshuu Shipping Control, 1943年
JN-181Italian Traffic - Relayed by Japanese, 1943年
JN-182Routine Aircraft Reports, 3-kana-KA separator, 1945年
JN-183Auxiliary Shipping Reports and Warings, 1945年
JN-184Transport Plane Movements Cipher, 1943年
JN-185Aircraft Code, 3-kana, 1943年
JN-186Water Logistics System, kana-punctuation, 1945年
JN-187Fishing Boat Cipher, kana-numeral, 1943年
JN-188Eighth Base Force Special System, 1944年
JN-189Commercial Ciphers, kana-numeral, 1944年
JN-190Cinkai-Maizuru System, 5-kana, 1944年
JN-191Thirtieth Base Force Ciphers, 9-kana, 1945年
JN-192Thirty-Third Special Base Force Cipher, 9-character-period separator, 1944年
JN-193New Guinea Area Cipher, 9-kana-nigori separator, 1944年
JN-194Midget Submarine Ciphers, kana-punctuation, 1945年
JN-195Marshall Island Lookout Cipher, 4-kana-nigori separator, 1944年
JN-196South Philippine Force Cipher, 9-character-period separator, 1944年
JN-197Ooshima Defence Force System, 9-kana-period separator, 1944年
JN-198Sumatra Area Base Force System, 9-kana-period separator, 1944年
JN-199Northeastern Area Contact System, 3-kana or variable, 1944年
JN-200Philippine Lookout Contact Reports, numeral, 1944年
JN-201China Area System, 4-numeral, 1944年
JN-202Joint Ground Liaison System, kana, 1945年
JN-203East Indies Area Contact Reports, mixed kana and numeral, 1944年
JN-204Minor Transposition Ciphers, 不明, 1945年
JN-204AKure Naval District Materiel Cipher, 不明, 1945年
JN-204BKure Arrival and Departure Cipher, 不明,1945年
JN-204CEmpire Area Minor Operations Cipher, kana, 1945年
JN-204DKure Naval District Materiel Cipher, solid lines of twenty characters, 1945年
JN-204ETwenty-Third Special Base Force Cipher, 9-kana-RE separator, 1945年
JN-204FBalikpapan Cipher, 9-kana-nigori separator, 1945年
JN-204GMinor Materiel Cipher-Sasebo Area, 9-kana-period separator, 1945年
JN-204HPonape Cipher, solid lines of twenty characters, 1945年
JN-204IYangtze Area Minor Cipher, 9-kana-HA separator, 1945年
JN-204JYangtze Area Special Base Force Minor Cipher, solid lines of twenty characters, 1945年

#### JNA (Japanese Naval Attache) 系列
JNA-10詳細不明
JNA-12詳細不明
JNA-13詳細不明
JNA-14詳細不明
JNA-20CORAL

#### その他
K23無線方向探知報告用
555人名用

### その他の日本政府機関
GEAMGreater East Asia ministry, 大東亜省用。当初は米生産高の連絡用だったが、後には政治的・軍事的内容も流れていた。換字・転置の混合式。
J19領事館用。J18の後継として1941年8月に使用開始。

### 関連文献
- CODEBREAKERS The inside story of Bletchley park, F.H. Hinsley and Alan Stripp, Oxford Paperbacks, ISBN 0-19-285304-X
- CODEBREAKERS In the far east, F.H. Hinsley and Alan Stripp, Oxford Paperbacks, ISBN 0-19-285316-3
- NSA公開文書リスト: Declassified Documents Released to NARA